# Янги-Аул (Абзелиловский район)
Янги́-Ау́л (баш. МФА: Яңауыло файле) — деревня в Абзелиловском районе Республики Башкортостан России, относится к Давлетовскому сельсовету.

## Географическое положение
Расположена на правом берегу реки Янгельки, в 10 км к востоку от районного центра села Аскарова, в 235 км к юго-востоку от столицы республики города Уфы и в 20 км к юго-западу от города Магнитогорска.
Имеется подъездная дорога от села Давлетова.

## Население
| 1968 | 2002 | 2009 | 2010 |
| ---- | ---- | ---- | ---- |
| 236  | ↗239 | ↗314 | ↘311 |

Согласно переписи 2002 года, преобладающая национальность — башкиры (99 %).

## Религия
В деревне есть мечеть.

## Достопримечательности
Находится рядом с озером Чебаркуль.